# Femke van Dusschoten
Femke van Dusschoten (Haarlem, 6 oktober 1986) is een Nederlandse softbalster, die drie jaar lang tevens uitkwam als international voor het Nederlandse damessoftbalteam.

## Sportloopbaan
Van Dusschoten, een rechtshandige pitcher die links slaat, begon met softbal bij Kinheim waar ze van 1997 tot en met 2003 uitkwam. Hierna speelde ze in de hoofdklasse tussen 2006 en 2008 in Nederland bij Onze Gezellen in Haarlem. In het voorjaar van 2008 speelde ze tevens in het collegeteam van het Northwest Florida State College in Niceville. In de seizoenen 2009 en 2010 kwam ze uit voor de hoofdmacht van Terrasvogels en voor het eerst ook in het het Nederlands damessoftbalteam. Van 2011 tot en met 2013 kwam ze uit voor Alcmaria Victrix, waarmee ze in 2012 het Nederlandse clubkampioenschap behaalde. In 2012 zat ze bij de selectie van het Nederlandse Softbalteam, dat in Canada zesde werd. In 2013 kwam ze uit voor het Italiaanse La Loggia, waarmee ze de Italiaanse landstitel behaalde. In 2014 kwam ze weer uit voor de Terrasvogels. In 2014 nam ze met het Nederlandse team deel aan het Wereldkampioenschap, waarbij Nederland zesde werd. Daarna beëindigde ze haar loopbaan als international. In 2015 speelde ze weer voor La Loggia in Italië.
Femke was in 2016 Pitching coach op het WK bij het Franse Nationale Team

## Persoonlijk
Van Dusschoten volgde na het behalen van haar vmbo-diploma de kappersopleiding, en heeft een eigen kapperszaak in haar woonplaats Haarlem.